# Superettan i schack
Superettan i schack är den näst högsta serien i Sverige och utgörs av sammanlagt tio lag. Sammanlagt spelas nio ronder under en säsong, varav de sista tre avgörs gemensamt under slutspelet i mars. De lag som kommer etta och tvåa kvalificerar sig för spel i Elitserien kommande säsong. Två lag flyttas ner till division 1.